# FK Karpati Lviv
Futbolnij klub Karpati Lviv er en fodboldklub hjemmehørende i den ukrainske by Lviv. Klubbens navn hentyder til Karpaterbjergene. I 1969 vandt klubben den sovjetiske pokalfinale, som den eneste nogensinde uden at spille i den bedste liga, med 3-1 over FC Rostov. I den Ukrainsk Premier League er det endnu ikke blevet til nogen titler. En tredjeplads i ligaen i 1998 er det nærmeste, og to gange er pokalfinalen tabt.
Klubben har siden december 2011 haft hjemmebane på Arena Lviv.

## Titler
- Ukrainske mesterskaber (0):
- Ukrainske pokalturnering (0):

## Historiske slutplaceringer
| Sæson   | Niveau | Liga         | Placering | Kilde |
| ------- | ------ | ------------ | --------- | ----- |
| 2011-12 | 1.     | Premier Liga | 14.       | [ 1 ] |
| 2012-13 | 1.     | Premier Liga | 14.       | [ 2 ] |
| 2013-14 | 1.     | Premier Liga | 11.       | [ 3 ] |
| 2014-15 | 1.     | Premier Liga | 13.       | [ 4 ] |
| 2015-16 | 1.     | Premier Liga | 7.        | [ 5 ] |
| 2016-17 | 1.     | Premier Liga | 10.       | [ 6 ] |
| 2017-18 | 1.     | Premier Liga | 4.        | [ 7 ] |
| 2018-19 | 8.     | Premier Liga | 10.       | [ 8 ] |
| 2019-20 | 1.     | Premier Liga | 12.       | [ 9 ] |

## Europæisk deltagelse
| Sæson   | Runde      | Modstander      | Hjemme | Ude | Kommentar                    |
| ------- | ---------- | --------------- | ------ | --- | ---------------------------- |
| 1999-00 | 1. kvalif. | Helsingborgs IF | 1-1    | 1-1 | Straffesparkskonkurrence 2-4 |
| 2010-11 | 2. kvalif. | KR Reykjavik    | 3-2    | 3-0 | -                            |
| 2010-11 | 3. kvalif. | FC Zestafoni    | 1-0    | 1-0 | -                            |
| 2010-11 | Play off   | Galatasaray     | 2-2    | -   | -                            |

| Sæson   | Runde     | Modstander      | Hjemme | Ude | Kommentar |
| ------- | --------- | --------------- | ------ | --- | --------- |
| 1970-71 | Kvalifik. | Steaua Bukarest | 0-1    | 3-3 | -         |
| 1993-94 | Kvalifik. | Shelbourne FC   | 1-0    | 1-3 | -         |